# Susan Lynch
Susan Lynch (sinh ngày 5 tháng 6 năm 1971) là một nữ diễn viên người Bắc Ireland. Với ba lần đoạt giải IFTA, cô cũng đã giành giải BIFA cho Nữ diễn viên phụ xuất sắc nhất nhờ vai diễn trong bộ phim 16 Years of Alcohol . Những bộ phim khác có sự xuất hiện của cô bao gồm Waking Ned (1998), Nora (2000), Beautiful Creatures (2000) và From Hell (2001).

## Tiểu sử
Lynch được sinh ra ở Corrinshego, có mẹ là người Ý (đến từ Trivento) và bố là người Ireland. Cô có bốn anh chị em; anh trai của cô là nam diễn viên John Lynch.

## Đời sống cá nhân
Lynch và chồng cô, nam diễn viên Craig Parkinson, sống ở Painswick, Gloucestershire. Họ có một đứa con trai và trước đây từng sống ở khu Camden của Luân Đôn.

## Giải thưởng
Lynch đã giành được ba IFTA, bao gồm Nữ diễn viên chính xuất sắc nhất cho vai diễn của cô trong bộ phim Nora.

## Phim
| Năm  | Phim                                        | Vai                                   | Chú thích                                                                            |
| ---- | ------------------------------------------- | ------------------------------------- | ------------------------------------------------------------------------------------ |
| 1991 | The Bill                                    | Điều tra viên tập sự                  | Chương trình truyền hình (1 tập: "Six of One")                                       |
| 1992 | Screen One                                  | Lễ tân 2                              | Chương trình truyền hình (1 tập: "Running Late")                                     |
| 1993 | Cracker                                     | Tina                                  | Chương trình truyền hình (3 tập)                                                     |
| 1994 | The Secret of Roan Inish                    | Selkie                                |                                                                                      |
| 1994 | Phỏng vấn ma cà rồng                        | Ma cà rồng Paris                      |                                                                                      |
| 1995 | Dangerous Lady                              | Maura Ryan                            | Chương trình truyền hình (4 tập)                                                     |
| 1995 | The Perfect Match                           | Erica                                 |                                                                                      |
| 1996 | Truth or Dare                               | Mel                                   |                                                                                      |
| 1997 | Ivanhoe                                     | Rebecca                               | Chương trình truyền hình (6 tập)                                                     |
| 1997 | A Royal Scandal                             | Caroline xứ Braunschweig-Wolfenbüttel |                                                                                      |
| 1997 | Downtime                                    | Chrissy                               |                                                                                      |
| 1998 | Kings in Grass Castles                      | Sarah                                 | Chương trình truyền hình                                                             |
| 1998 | Amongst Women                               | Maggie                                | Chương trình truyền hình                                                             |
| 1998 | Waking Ned                                  | Maggie O'Toole                        | Đề cử — Giải SAG cho dàn diễn viên điện ảnh xuất sắc nhất                            |
| 1999 | Deceit                                      | Corinna                               |                                                                                      |
| 2000 | Nora                                        | Nora Barnacle                         | Giải IFTA cho nữ diễn viên xuất sắc nhất                                             |
| 2000 | Beautiful Creatures                         | Dorothy                               | Đề cử — Giải BIFA cho nữ diễn viên xuất sắc nhất                                     |
| 2001 | Happy Now?                                  | Tina Trent                            |                                                                                      |
| 2001 | From Hell                                   | Liz Stride                            |                                                                                      |
| 2001 | Morlang                                     | Ann Morlang                           |                                                                                      |
| 2001 | Sweet Revenge                               | Madeleine                             |                                                                                      |
| 2001 | Dumping Elaine                              | Beth                                  | Phim ngắn                                                                            |
| 2001 | Mapmaker                                    | Jane Bates                            | Đề cử — Giải IFTA cho nữ diễn viên chính xuất sắc nhất                               |
| 2002 | Jedermanns Fest                             | Maria                                 |                                                                                      |
| 2002 | Any Time Now                                | Stevie McCutcheon                     | Giải IFTA cho nữ diễn viên phim truyền hình xuất sắc nhất                            |
| 2003 | 16 Years of Alcohol                         | Mary                                  | Giải BIFA cho nữ diễn viên phụ xuất sắc nhất IFTA cho nữ diễn viên phụ xuất sắc nhất |
| 2003 | Casa de los babys                           | Eileen                                |                                                                                      |
| 2003 | Bye-Child                                   | Người phụ nữ                          | Phim ngắn                                                                            |
| 2003 | Red Roses and Petrol                        | Catherine Doyle                       |                                                                                      |
| 2004 | School of Life                              | Giáo viên                             | Phim ngắn                                                                            |
| 2004 | Mickybo and Me                              | Torch Woman                           |                                                                                      |
| 2004 | Enduring Love                               | Rachel                                |                                                                                      |
| 2004 | Bodies                                      | Dr. Maria Orton                       | Đề cử — IFTA Award for Best Supporting Actress in Film/TV                            |
| 2005 | Duane Hopwood                               | Gina                                  |                                                                                      |
| 2005 | Dalziel and Pascoe                          | Dr. Janet Rix                         | Chương trình truyền hình (2 tập)                                                     |
| 2006 | A Woman in Winter                           | Marianne                              |                                                                                      |
| 2006 | Mười điều răn                               | Miriam                                | Phim truyền hình                                                                     |
| 2006 | Soundproof                                  | Penny                                 | Đề cử — Giải RTS cho diễn viên xuất sắc nhất                                         |
| 2006 | Someone Else                                | Lisa                                  |                                                                                      |
| 2007 | The Robber Bride                            | Charis White                          |                                                                                      |
| 2007 | Elizabeth: The Golden Age                   | Annette Fleming                       |                                                                                      |
| 2009 | City Rats                                   | Gina                                  |                                                                                      |
| 2009 | The Unloved                                 | Lucy's Mother                         |                                                                                      |
| 2009 | Holy Water                                  | Geraldine                             |                                                                                      |
| 2009 | The Race                                    | Katey Kensay                          |                                                                                      |
| 2009 | The Scouting Book for Boys                  | Sharon                                |                                                                                      |
| 2010 | The Secret Diaries of Miss Anne Lister      | Isabella "Tib" Norcliffe              |                                                                                      |
| 2010 | Capture Anthologies: Love, Lust and Tragedy | Woman (segment: "Bye-Child")          | video                                                                                |
| 2010 | Marple: The Pale Horse                      | Sybil Stamfordis                      |                                                                                      |
| 2010 | Moving On                                   | Tina                                  | Chương trình truyền hình (1 tập: "Malaise")                                          |
| 2011 | Monroe                                      | Anna Monroe                           | Chương trình truyền hình (6 tập)                                                     |
| 2011 | Hideaways                                   | Cô O'Mara                             |                                                                                      |
| 2011 | New Tricks                                  | Claudia Scott                         | Chương trình truyền hình (1 tập: "Moving Target")                                    |
| 2011 | Great Expectations                          | Molly                                 | Chương trình truyền hình (3 tập)                                                     |
| 2012 | The Secret of Crickley Hall                 | Lili Peel                             | Chương trình truyền hình (2 tập)                                                     |
| 2013 | Ambassadors                                 | Caitlin                               | Chương trình truyền hình                                                             |
| 2014 | Chasing Shadows                             | Dr Ellesmere                          | Chương trình truyền hình ngắn tập                                                    |
| 2016 | Happy Valley                                | Alison Garrs                          | Series 2                                                                             |
| 2016 | The Secret Scripture                        | Y tá                                  |                                                                                      |
| 2017 | Apple Tree Yard                             | Susannah                              | Chương trình truyền hình                                                             |
| 2017 | Bad Day for the Cut                         | Frankie Pierce                        |                                                                                      |
| 2018 | Ready Player One: Đấu trường ảo             | Dì Alice                              |                                                                                      |
| 2018 | Killing Eve                                 | Anna                                  | Chương trình truyền hình (2 tập)                                                     |
| 2018 | Doctor Who                                  | Angstrom                              | Chương trình truyền hình (1 tập: "The Ghost Monument")                               |
| 2019 | Here Are the Young Men                      |                                       | Hậu kỳ                                                                               |
|      | Downton Abbey                               | Cô Lawton                             |                                                                                      |